# الكراي الشمالي الغربي

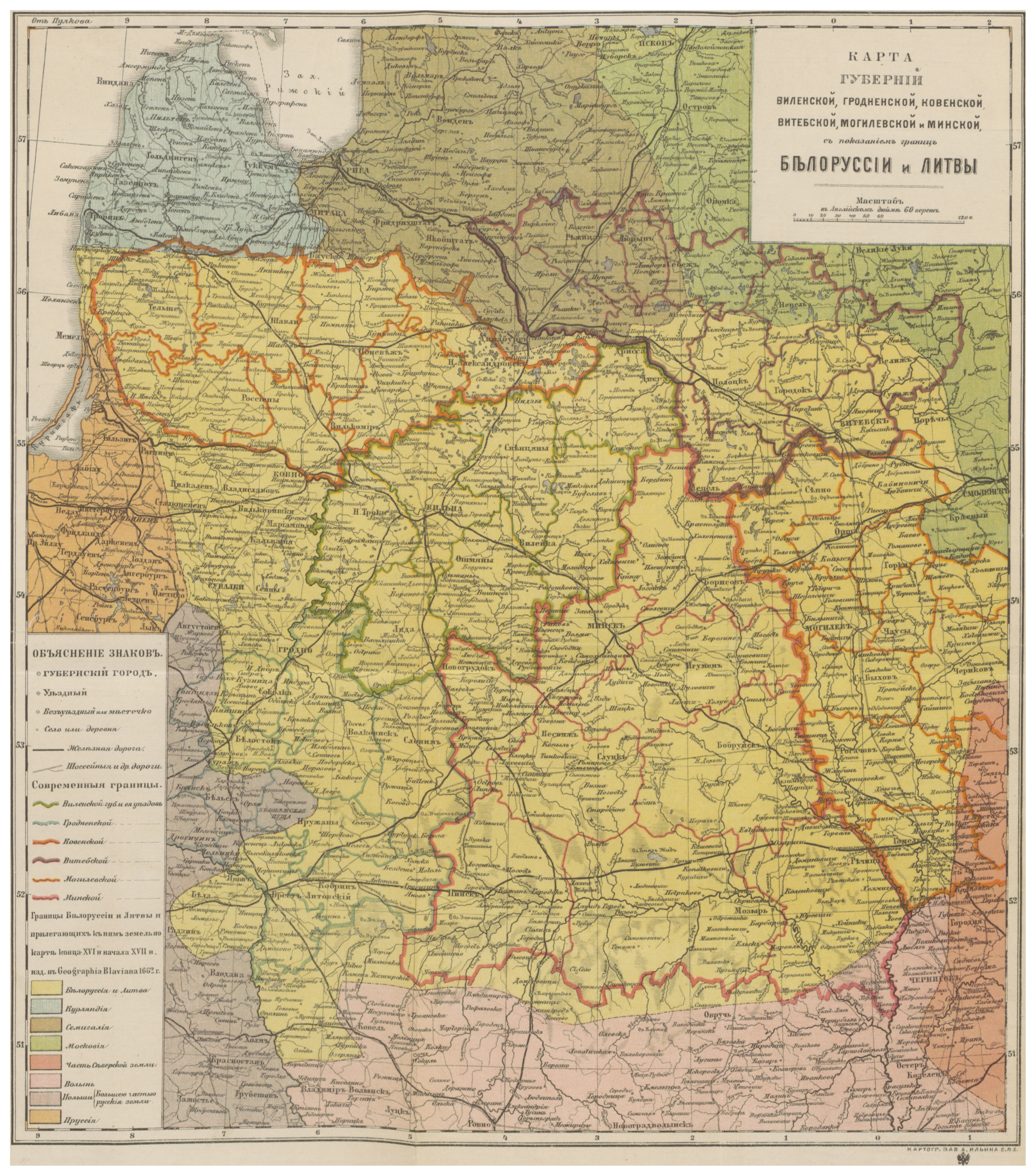

الكراي الشمالي الغربي (بالروسية: Северозападный край)‏, كان جزءا من الكراي الغربي في الامبراطورية الروسية وضم ستة غوبرنيهات:
- غوبرنيه فيلنا
- غوبرنيه كوفنو
- غوبرنيه غرودنو
- غوبرنيه منسك
- غوبرنيه موغليف
- غوبرنيه فتبسك